# Oedipina taylori
Oedipina taylori är en groddjursart som beskrevs av Stuart 1952. Oedipina taylori ingår i släktet Oedipina och familjen lunglösa salamandrar. IUCN kategoriserar arten globalt som livskraftig. Inga underarter finns listade i Catalogue of Life.